# Any zero
L'any zero és una convenció en la historiografia, ja que no existeix ni en el calendari gregorià ni en el julià. De fet, l'any 1 aC precedeix immediatament l'any 1 dC. Els historiadors varen adoptar aquesta convenció a partir de la seva utilització per Beda en la seva Historia Ecclesiastica Gentis Anglorum ("Història eclesiàstica del poble anglès", de 731). Beda no va utilitzar el zero perquè els anys es compten a partir d'un i no de zero. Ell coneixia bé el nombre zero, car el zero fou la primera epacta del cicle de 19 anys utilitzat per calcular la data de la Pasqua, tal com va explicar en la seva obra De temporum ratione ("Sobre el recompte del temps", de 731). La paraula llatina nulla, que significa res s'utilitzà per anomenar aquesta epacta, mentre que la resta d'epactes foren numerades amb xifres romanes.
El fet de no considerar-se l'any zero en el marc de la historiografia desemboca en la divisió per segles amb inici en els anys acabats en «01» i el final en els acabats en «00» (per exemple, el segle IX comprèn l'interval entre els anys 801 i 900, ambdós inclosos. Ara bé, aquesta definió estricta xoca amb l'ús generalitzat, que considera els segles amb inici en els anys acabats en «00» i el final en els acabats en «99». Pel que fa a les dècades, en canvi, tant l'ús acadèmic com el generalitzat solen valdre's del concepte d'any zero. Així, es parla per exemple de la «dècada de 2010» (o «anys 10 del segle XXI») com a període que comprèn des de l'any 2010 fins a l'any 2019, ambdós inclosos.
Els astrònoms inventaren l'any zero per normalitzar la cronologia. El calendari que l'utilitza s'anomena calendari julià prolèptic. Aquesta decisió implica un desfasament dels anys anteriors: el primer any abans de Crist correspon a l'any zero, 2 aC correspon a l'any -1, 3 aC a -2, ... i en general n aC correspon a l'any 1-n.